# اتفاقية سياسة التوظيف 1964
اتفاقية سياسة التوظيف 1964 هي إحدى اتفاقيات منظمة العمل الدولية. تأسست عام 1964، وجاء في الديباجة: بالنظر إلى أن إعلان فيلادلفيا يقر بالالتزام الرسمي لمنظمة العمل الدولية بمواصلة البرامج بين دول العالم التي ستحقق العمالة الكاملة ورفع مستويات المعيشة، وأن ديباجة دستور منظمة العمل الدولية تنص على للوقاية من البطالة وتوفير أجر معيشي لائق.

## التصديقات
اعتبارًا من أبريل 2021، تم التصديق على الاتفاقية من قبل 114 دولة.